# Dune: Spice Wars
Dune: Spice Wars — компьютерная игра в жанрах 4X и стратегия в реальном времени, разработанная французской студией Shiro Games и издаваемая Funcom. Была анонсирована в декабре 2021 года, в апреле 2022 года вышла в ранний доступ. Вышла в релиз 14 сентября 2023 года.

## Игровой процесс
Игра является 4X-стратегией в реальном времени, действие которой происходит на пустынной планете Арракис. Планета разделена на регионы, в каждом из которых есть поселение и различные ресурсы вроде пряности и минералов. Уникальные регионы вроде полярных ледяных шапок, дают существенный бонус игре. Для ограничения развития игрока существует глубокая пустыня, преодолеть которую и выжить войска игрока смогут только после исследования определённых технологий. Каждая фракция представлена отдельным лидером и имеет разные бонусы. Игрок также может выбрать советников в начале игры, чтобы получить дополнительные бонусы. Как только игрок набирает агентов, он может внедрять их в различные фракции и области исследований. Например, размещение агентов у Харконненов может позволить вам проводить операции против них, а добавление агентов на Арракис позволит исследовать планету. Песчаные черви могут появляться в пустыне и поедать юнитов. Ситчи можно найти по всей пустыне, с ними можно объединиться или уничтожить их.
Игрок использует орнитоптеры для изучения пустыни. Игрок может строить на своей основной базе и поселениях различные здания, относящиеся к экономике, военному делу и управлению государством. После уничтожения расположенных гарнизоном и их отряда вражеских войск можно захватить поселение при наличии достаточного количества авторитета и воды. Игрок также может исследовать различные технологии в четырёх древах навыков (военное дело, экономика, дипломатия). Игрок может расширяться и выживать только в том случае, если у него достаточно золота, военной мощи, воды и авторитета для сохранения контроля над своими владениями. Спайс можно использовать для дипломатии и торговли, а чтобы сохранить положение в Ландсрааде, игрок должен заплатить налог через определённое количество игровых дней. Если вы не заплатите, количество имеющихся голосов будет снижаться. Ландсраад собирается каждые пару недель, и игрок может выбирать, какие влияющие на игровой процесс и фракции проекты поддержать или отвергнуть.

### Фракция
В настоящее время в игре представлены следующие фракции:
- Атрейдесы (лидер — Лето Атрейдес. Советники — Леди Джессика, Дункан Айдахо, Суфир Хават, Гурни Халлек)
- Харконнены (Владимир Харконнен. Фейд Раута Харконнен, Питер де Вриз, Раббан Харконнен, Йакин Нефуд)
- Коррино (Шаддам IV. Венсиция Коррино, Капитан Арамшам, Принцесса Ирулан, Хасимир Фенринг)
- Фремены (Льет-Кайнс. Чани Кайнз, Стилгар бен Фифрави, Мать Рамалло, Отейм)
- Контрабандисты (Эсмар Туек. Стабан Туек, Лингар Беут, Дриск, Баннерджи)
- Эказ (Арманда Эказ. Санья Эказ, Уитмор Блад, Илеса Эказ, Меса Эказ)
- Верниус (DLC-фракция; Доминик Верниус. К’таир Пилру, Нува Ценва)

## Разработка
Dune: Spice Wars была анонсирована 10 декабря 2021 года. 16 февраля 2022 года вышел сюжетный трейлер с представлением игрового процесса и механик: выживание, разведка местности, поиск и соблюдение баланса ресурсов, дипломатия, политика с её интригами, сражения, развитие инфраструктуры и так далее. Выпуск в ранний доступ прошёл 26 апреля 2022 года.
По состоянию на июнь 2022 года был выпущен патч, а также подробные сведения о будущих фракциях (в июле были объявлены (Коррино) и расширениях игрового процесса, которые появятся в ближайшем будущем. 20 июня с расширением был внедрён режим мультиплеера (матчи 2 на 2, режим «все против всех» с участием четырёх игроков. В случае нехватки игроков свободные места займут фракции, управляемые ИИ, и каждое сражение можно настроить по своим предпочтениям). Полный релиз намечен на 2023 год. Ведущий художник говорил о том, что нужно держаться подальше от предыдущих адаптаций Dune: «Мы старались держаться на некотором расстоянии от предыдущего материала Dune, потому что мы действительно хотели по-своему взглянуть на него и выразить свой собственный стиль». При создании игры разработчики в основном вдохновлялись книгами вселенной. В сентябре 2023 года разработчики сообщили, что 14 сентября 2023 года Dune: Spice Wars покинет ранний доступ и будет обновлена до версии 1.0 (полноценный релиз).

## Отзывы
| Русскоязычные издания | Русскоязычные издания |
| Издание               | Оценка                |
| --------------------- | --------------------- |
| 3DNews                | 6,0/10                |
| StopGame.ru           | Похвально             |

IGN похвалил ориентированность на управление ресурсами. Хваливший игру за простоту боевой составляющей, Rock Paper Shotgun отметил снижение темпа в середине. Polygon критиковал игру за недостаток сюжетного нарратива.

## Награды и премии
В 2024 году была включена в номинацию «Стратегия/симулятор года» премии D.I.C.E. Awards (другие номинанты: Against the Storm, Cobalt Core, The Last Spell и Wartales).

## Продажи
Игра вошла в список 18 самых продаваемых игр на Steam за апрель 2022 года.